# Alpine A330
Der Alpine A330 war ein Formel-3-Rennwagen, gebaut und eingesetzt 1968 und 1969 vom französischen Rennteam Renault Alpine.

## Entwicklungsgeschichte und Technik
Vorgänger des ab 1968 gebauten A330 war der aus dem A280 basierende Alpine A310 der für die Formel 3 und Formel 2 gebaut wurde. 1968 baute Alpine einen weiteren Formel-3-Rennwagen. Das Fahrzeug galt als leicht beherrschbar und hatte ein kurzes Fahrgestell basierend auf einem einfachen Gitterrohrrahmen. Der Alpine A330 war 1968 der einzige Formel-3-Wagen (abgesehen von Fahrzeugen aus Osteuropa) der keinen Ford-Motor im Heck hatte. Der von Alpine in Dieppe entwickelte Eigenbau-Motor leistete 115 PS und war der Konkurrenz von Ford um 10 bis 15 PS unterlegen.

## Renngeschichte
Für Alpine hatte die Formule France, die französische Formel-3-Meisterschaft, absolute Priorität. Die Weiterentwicklung der Wagen wurde durch ein knappes Budget gebremst, dennoch erreichte Patrick Depailler drei zweite Ränge und mehrere Platzierungen in den Punkterängen und bewies damit die Qualität des kleinen Rennwagens.
1969 wurde der Wagen noch parallel mit dem neuen Alpine A360 eingesetzt, der im Grunde ein A330 mit langem Radstand war. Depailler wurde mit dem A330 Vierter in der französischen Meisterschaft, einen Rang hinter seinem Teamkollegen Jean-Pierre Jabouille, der den A360 fuhr.
Erst 1972 erfolgte mit dem A364 eine grundlegende Weiterentwicklung.